# Yates, New York
Yates är en administrativ enhet i nordvästra Orleans County, New York. Kommunen grundades 1822 under namnet Northton, men bytte ett år senare namn till Yates efter Joseph C. Yates, en guvernör i New York.
De första nybyggarna anlände till området 1809. 1822 bildades staden genom en delning av Ridgeway. 1903 bildade orten Lyndonville en egen kommun. 
Kommunen ligger vid Ontariosjöns södra strand, gränsar mot Carlton i öster, Ridgeway i söder och Somerset i Niagara County i väster.

## Politik
Yates styrs av en vald styrelse om fem personer varav en har titeln Supervisor.